# Chiesa di San Donato (Bagnoregio)
La chiesa di San Donato è un edificio di culto a Civita, frazione del comune di Bagnoregio, nel Lazio, si trova di fronte all'antico palazzo comunale Civita, in piazza San Donato, storicamente il centro dell'impianto urbanistico del borgo. Dal 1940 è monumento nazionale italiano.

## Storia
La chiesa di San Donato secondo la tradizione risale al V secolo. Antica cattedrale della diocesi di Bagnoregio dall'anno 600, la chiesa conserva le tracce di un primo impianto romanico nonostante i rifacimenti e le trasformazioni subite nel corso del tempo.
Nel 1511, su progetto dell'architetto Nicola Matteucci di Caprarola, venne demolita la parete orientale, i due cori, la cripta e l'altare maggiore, sostituiti dall'attuale presbiterio e dal nuovo coro. Contestualmente venne rimaneggiata la facciata, che assunse un aspetto rinascimentale, arricchita poi nel 1524 del portale centrale e nel 1547 dei due laterali.
Nel 1695 un terremoto causò gravi danni alla cattedrale e, in forza del breve Super Universas di papa Innocenzo XII del 20 febbraio 1699, la sede della diocesi fu trasferita nel vicino abitato di Bagnoregio, dove la chiesa collegiata di San Nicola fu eretta a nuova cattedrale diocesana.

## Descrizione

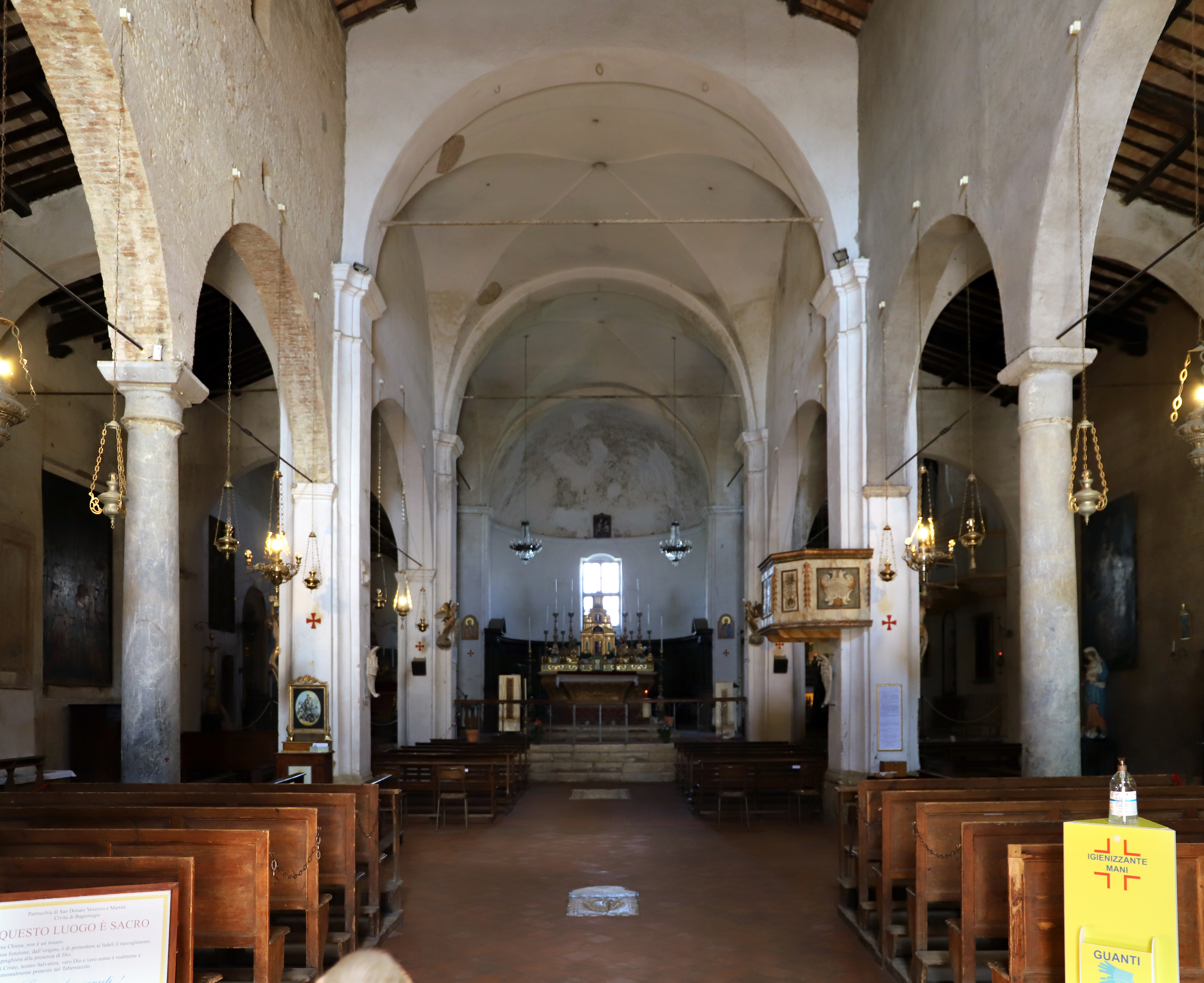
Interno

La chiesa, in origine romanica, presenta una pianta a tre navate, con facciata rinascimentale. Il campanile è a torre e alla sua base sono inglobati due sarcofagi etruschi in pietra di basalto. 
All'interno sono custoditi un affresco della scuola del Pinturicchio e un crocifisso ligneo quattrocentesco della scuola di Donatello.